# Joseph Overton
Joseph P. Overton (South Haven, Michigan, Estats Units, 4 de gener de 1960 – comtat de Tuscola, Michigan, Estats Units, 30 de juny de 2003) fou un politòleg i filòsof polític liberal llibertari estatunidenc, vicepresident del Mackinac Center for Public Policy. Fou especialment conegut per concebre la idea que es coneix com la finestra d'Overton, el ventall de polítiques políticament acceptables per al corrent principal en un moment determinat.
Obtingué un batxiller universitari de ciències en enginyeria elèctrica a la Universitat Tecnològica de Michigan i un grau en juris doctor a la Western Michigan University Cooley Law School. Abans d'entrar al Mackinac Center va treballar a la Dow Chemical Company, fent tasques d'enginyer elèctric, gestor de projectes i especialista en qualitat.
Va morir el 30 de juny de 2003, als 43 anys, per les ferides patides en un accident quan conduïa un avió ultralleuger, poc després d'enlairar-se de l'aeroport de l'àrea de Tuscola, a prop de Caro, a l'estat de Michigan. La seva dona Helen Rheem, amb qui recentment s'havia casat el 29 de març, enviudà sense descendència comuna.